# 18812 Aliadler
18812 Aliadler è un asteroide della fascia principale. Scoperto nel 1999, presenta un'orbita caratterizzata da un semiasse maggiore pari a 2,3682048 UA e da un'eccentricità di 0,1249665, inclinata di 6,20598° rispetto all'eclittica.